# Кринум
Кри́нум (лат. Crinum) — род луковичных растений семейства Амариллисовые (Amaryllidaceae).

## Ботаническое описание
Многолетние травянистые растения. Кринум отличается от других амариллисовых прежде всего гигантскими размерами, хотя среди представителей рода есть и небольшие растения.
Луковица с удлинённой или короткой шейкой. Многие виды образуют ложный ствол из основания листьев, заканчивающийся веером из листовых пластинок. Достигают в диаметре 15 см.
Листья многочисленные, длинные, длиной до 1 м, линейно-ланцетные, ремневидные. В отличие от других амариллисовых молодые листья кринумов не плоские, а свёрнуты в трубочку.
Цветки собраны в зонтиковидные соцветия, крупные, сидячие или на коротких ножках. Между двумя соцветиями образуется от 9 до 12 листьев, однако развивается соцветие только в той части луковицы, где листовые пластинки давно засохли. От момента образования соцветия до его полного развития может пройти до пяти сезонов роста. Цветоносы достигают метровой высоты и несут 6—10 цветков, которые свисают вниз на цветоножках. Лепестки бывают белыми, с нежным малиновым оттенком или розовые. Диаметр каждого цветка 15—20 см.

## Распространение
Распространены в тропических и субтропических зонах обоих полушарий.

## Практическое использование
Выращиваются в качестве декоративных комнатных растений. Взрослые растения очень плохо переносят пересадку, поэтому пересадку делать рекомендуется раз в три-четыре года. Так как корни луковицы легко заполняют весь объём горшка, рекомендуется для пересадки выбирать самую большую посуду. Зрелые луковицы пересаживают в кадку диаметром 30—35 см. Чем лучше освещение, тем лучше кринумы растут. Поливать нужно умеренно, слегка подсушивая земляной ком между поливами. В период роста этим гигантам среди луковичных растений необходимо обильное удобрение. Листья периодически протирают влажной губкой.
Наиболее распространённые виды: кринум Пауэлла (powellii) с душистыми розовыми поникающими лилиевидными цветками до 15 см диаметром. В культуре имеются гибриды с белой, розовой и красной окраской цветков. Луковичносемянной или капский кринум (bublispermum) имеют интенсивно-розовые снаружи и белые внутри цветки.
Некоторые виды пригодны для выращивания в крупном аквариуме или оранжерее с прудом. Это прежде всего Кринум плавающий (Crinum natans) и Кринум пурпурный (Crinum purpurascens). Выращивать их нужно при невысоком уровне воды в вазоне с глинистой почвой. Вода, в которой выращивают кринумы, не должна содержать много кальция. Одни растения в аквариуме выращивать не рекомендуется. Животные тоже необходимы, так как они не дают слишком быстро размножаться водорослям и бактериям. Очень полезна аэрация воды компрессором. Любой грунт должен вылежаться под слоем воды, чтобы её микрофлора стабилизировалась, только после этого высаживать растения.
Размножаются кринумы дочерними луковицами летом. Цветение наступает через несколько лет после посадки, длится 4-5 недель, после наступает период покоя, во время которого растение следует держать в прохладной комнате или теплице. 
Все части кринума содержат ядовитое вещество — кринин.

## Виды
По информации базы данных The Plant List, род включает 106 видов. Некоторые из них:
- Crinum abyssinicum Hochst. ex A.Rich. — Кринум эфиопский
- Crinum album (Forssk.) Herb. — Кринум белый
- Crinum americanum L. typus — Кринум американский
- Crinum asiaticum L. — Кринум азиатский
- Crinum bulbispermum (Burm.f.) Milne-Redh. & Schweick. — Кринум луковичносемянный, или Кринум капский
- Crinum campanulatum Herb. — Кринум колокольчатый
- Crinum erubescens L.f. ex Aiton — Кринум красноватый
- Crinum jagus (J.Thomps.) Dandy — Кринум большой
- Crinum latifolium L. — Кринум широколистный
- Crinum lorifolium Roxb. — Кринум луговой
- Crinum macowanii Baker — Кринум Макована
- Crinum moorei Hook.f. — Кринум Мура
- Crinum natans Baker — Кринум плавающий
- Crinum purpurascens Herb. — Кринум пурпурный
- Crinum virgineum Mart. ex Schult. & Schult.f. — Кринум виргинский
- Crinum zeylanicum (L.) L. — Кринум цейлонский, или Кринум шершавый